# Nogometna reprezentacija Svete Lucije
Nogometna reprezentacija Svete Lucije je nacionalni nogometni sastav Svete Lucije pod vodstvom St. Lucia Football Association (hrv. Nogometni savez Svete Lucije). Prvu međunarodnu utakmicu je reprezentacija Svete Lucije odigrala 18. lipnja 1989. protiv Jamajke na gostovanju u Kingstonu te zabilježila prvi remi (1:1).
Sveta Lucija je punopravna članica CONCACAF i FIFA - kontinentalnih i međunarodnih nogometnih saveza te nosi Fifin kod - LCA. Službeni domaći stadion je Nacionalni stadion Vieux Fort.
Reprezentacija dosada nije nastupila na Gold Cupu ili Svjetskom nogometnom prvenstvu. Prve kvalifikacijske utakmice za Svjetsko prvenstvo, Sveta Lucija je igrala za potrebe Mundijala 1994. u SAD-u.

## Svjetsko prvenstvo
- 1930. do 1990. – nije ulazila
- 1994. do 2014. – nije se kvalificirala

## Gold Cup
- 1991. do 2007. – nije se kvalificirala
- 2009. – nije ulazila
- 2011. – nije se kvalificirala

## Reprezentativci Svete Lucije

### Širi popis
| #         | Pozicija       | Ime               | Datum rođenja       | Klub                     |
| --------- | -------------- | ----------------- | ------------------- | ------------------------ |
|           | vratar         | Iran Cassius      | 3. siječnja 1985.   | Mabouya Valley Rovers    |
|           | vratar         | Justin Joseph     | 6. rujna 1991.      | Square United            |
|           | branič         | Vernus Abbott     | 5. veljače 1987.    | W Connection             |
|           | branič         | Kurt Frederick    | 27. travnja 1991.   | W Connection             |
|           | branič         | Shervon Jack      | 6. listopada 1986.  | South East Castries      |
|           | branič         | Fabian Joseph     | 12. veljače 1985.   | Mabouya Valley Rovers    |
|           | branič         | Nathan Justin     | 5. travnja 1981.    | Micoud                   |
|           | branič         | Pernal Williams   | 15. rujna 1991.     | W Connection             |
|           | branič         | Andreas Willie    | 5. siječnja 1985.   | Micoud                   |
|           | vezni          | Rickson Augustin  | 13. prosinca 1982.  | Anse La Raye Young Stars |
|           | vezni          | Hanif Dolor       | 27. lipnja 1982.    | Mabouya Valley Rovers    |
|           | vezni          | Enderson George   | 3. ožujka 1982.     | Micoud                   |
|           | vezni          | Guy George        | 17. lipnja 1977.    | Micoud                   |
|           | vezni          | Hiram Hunte       | 21. svibnja 1985.   | White House Dennery      |
|           | napadač        | Cornelius Butcher | 27. siječnja 1980.  | Micoud                   |
|           | napadač        | Zaccheus Polius   | 14. lipnja 1986.    | Mabouya Valley Rovers    |
|           | napadač        | Troy Prosper      | 10. listopada 1985. | Northern United          |
|           | napadač        | Magnam Valcin     | 20. ožujka 1986.    | Central Castries         |
| izbornik: | Terrence Caroo |                   |                     |                          |

Izbornici Svete Lucije kroz povijest
- Stewart Charles (1992.)
- Kingsley Armstrong (1996.)
- Louis Cassim (1999. – 2000.)
- Kingsley Armstrong (2002. – 2004.)
- Carson Millar (2004. – 2006.)
- Terrence Caroo (2006. – 2010.)
- Alain Providence (2010. – 2011.)
- Francis Lastic (2012. – 2018.)
- Francis McDonald (2018. – 2019.)
- Jamaal Shabazz (2019. – 2021.)
- Stern John (2022. – danas)

## Vanjske poveznice
- Stranica Nogometnog saveta Svete Lucije  Arhivirana inačica izvorne stranice od 4. listopada 2013. (Wayback Machine)